# Antonio Leonelli

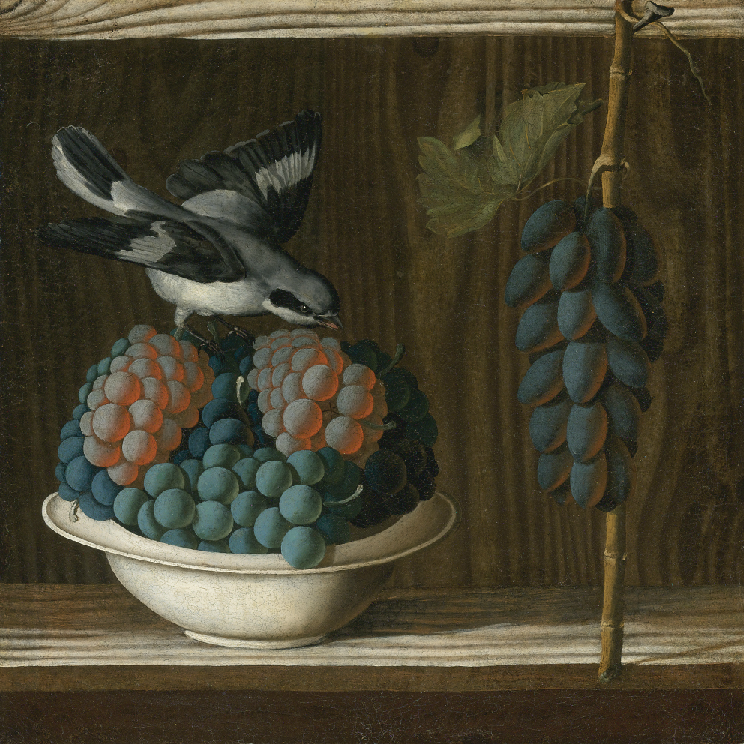
Natura morta

Antonio Leonelli (Crevalcore, intorno al 1438-1441 – Bologna, tra il 1515 e il 1525) è stato un pittore italiano, fra i maggiori pittori bolognesi del XV secolo.

## Biografia e opere
Già registrato come pittore a partire dall'anno 1461, Leonelli assunse diversi incarichi a Bologna tra i quali maestro delle quattro arti del Comune negli anni 1478, 1489, 1505, 1507 e 1508; ricoprendo anche il ruolo di Ministralis, ossia rappresentante dei cittadini, del quartiere di San Leonardo.
La sua presenza nella città di Bologna è attestata nel 1491 come "habitator [...] capella S. Proculi", quando dipingeva per la Basilica di San Petronio la "curtinam crucifixi magni", e nel 1499 in qualità di testimone in un processo. Ma le notizie su Antonio Leonelli sono poche, vaghe e difficilmente interpretabili.
Una delle sue prime opere documentate risale all'anno 1480: il 7 agosto e il 27 ottobre di quell'anno venivano registrati due pagamenti a suo favore per la "dipintura del frontespicio" del portico di San Giacomo Maggiore, dove, all'interno di una cornice in cotto, sormontata da un'iscrizione con data di compimento (1478): raffigura la Madonna con il Bambino al centro e negli scomparti laterali San Giacomo e Sant'Agostino. L'opera può essere accostata al ritratto di Ludovico Bolognini della Pinacoteca nazionale di Bologna.
Oltre alla Sacra Famiglia già a Berlino, ai tre dipinti di Étrepy, vengono assegnati ad Antonio Leonelli anche il Ritratto di giovane al Civico Museo Correr di Venezia, il Ritratto della famiglia Sacrati, all'Alte Pinakothek di Monaco, la Sacra Famiglia con s. Giovannino esposta a Stoccarda presso la Staatsgalerie.
Profonda la matrice pittorica ferrarese di Leonelli, decisamente ermetica con stilemi nordici, che si avvicinano a quelli fiamminghi; non stupiscono i riferimenti alla pittura di Francesco Del Cossa, Ercole de' Roberti e Cosmè Tura.
L'unica opera originariamente firmata e datata del Leonelli, una Sacra Famiglia che si trovava al Kaiser Friedrich Museum di Berlino, è andata distrutta nei bombardamenti del 1945.